# Vĩnh An, An Giang
Vĩnh An là một xã thuộc tỉnh An Giang, Việt Nam.

## Lịch sử
Quyết định 181-CP ngày 25 tháng 04 năm 1979 của Hội đồng Chính phủ điều chỉnh địa giới và đổi tên một số xã và thị trấn thuộc tỉnh An Giang, tách 1/2 ấp Vĩnh Bình của xã Vĩnh Hanh lập thành một xã lấy tên là xã Vĩnh An.
Quyết định 300-CP ngày 23 tháng 08 năm 1979 của Hội đồng Bộ trưởng, chia huyện Châu Thành thành hai huyện lấy tên là huyện Châu Thành và huyện Thoại Sơn, xã Vĩnh An thuộc huyện Châu Thành.
Ngày 12 tháng 6 năm 2025, Ủy ban Thường vụ Quốc hội ban hành Nghị quyết số 1654/NQ-UBTVQH15 về việc sắp xếp các đơn vị hành chính cấp xã của tỉnh An Giang. Theo đó, toàn bộ diện tích tự nhiên, quy mô dân số của thị trấn Vĩnh Bình, xã Tân Phú và xã Vĩnh An thành xã mới có tên gọi là xã Vĩnh An.

## Xã hội

### Giáo dục
Trường mầm non Vĩnh An,trường TH B Vĩnh an, Trường TH A Vĩnh An, Trường THCS Vĩnh An==

### Y tế
Trạm y tế xã vĩnh an

## Du lịch

### Di tích - Thắng cảnh
Dinh Sơn Trung- Đức Cố Quản Trần Văn Thành

## Hình ảnh

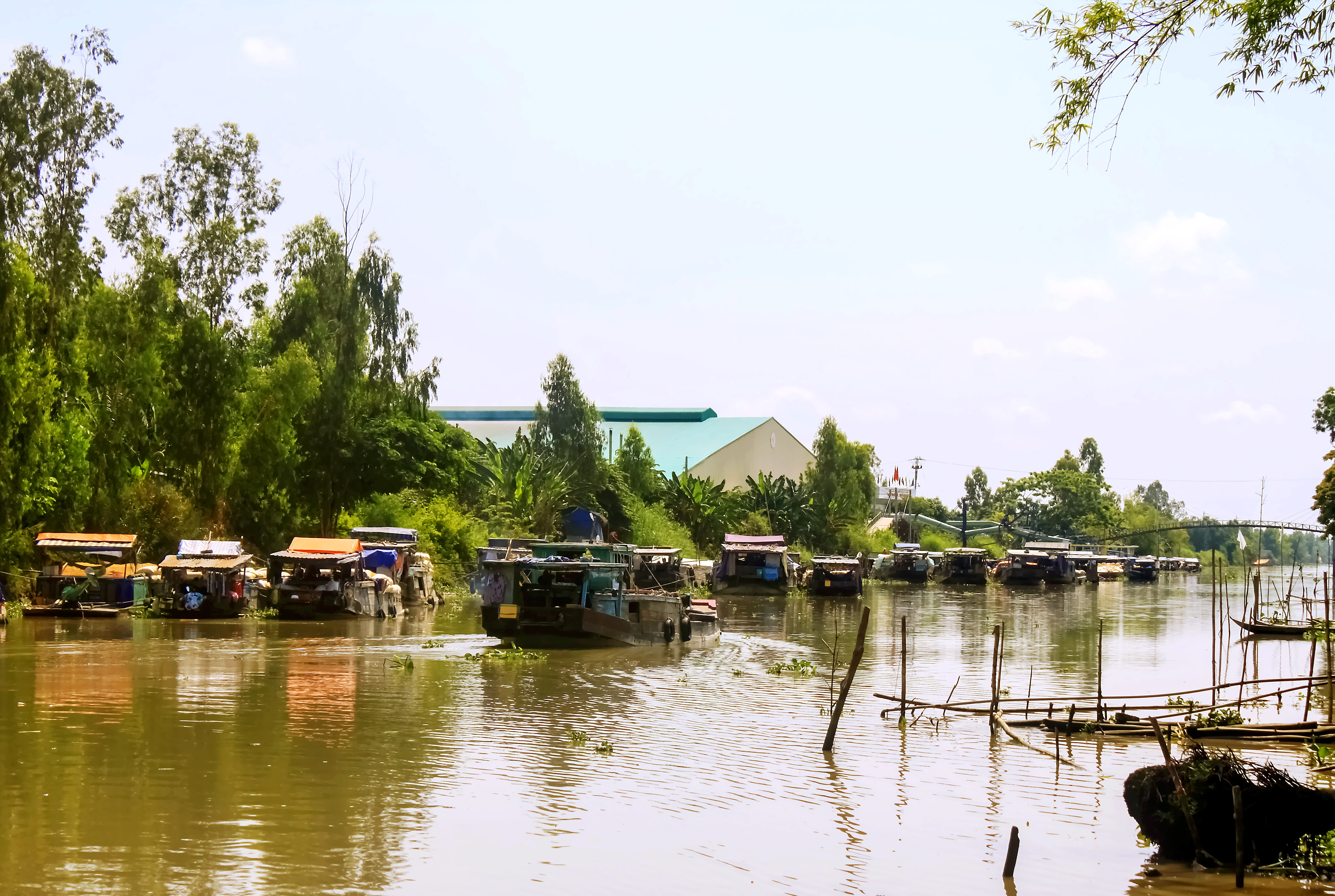
Ghe chở lúa đến một nhà máy xay xát lúa gạo
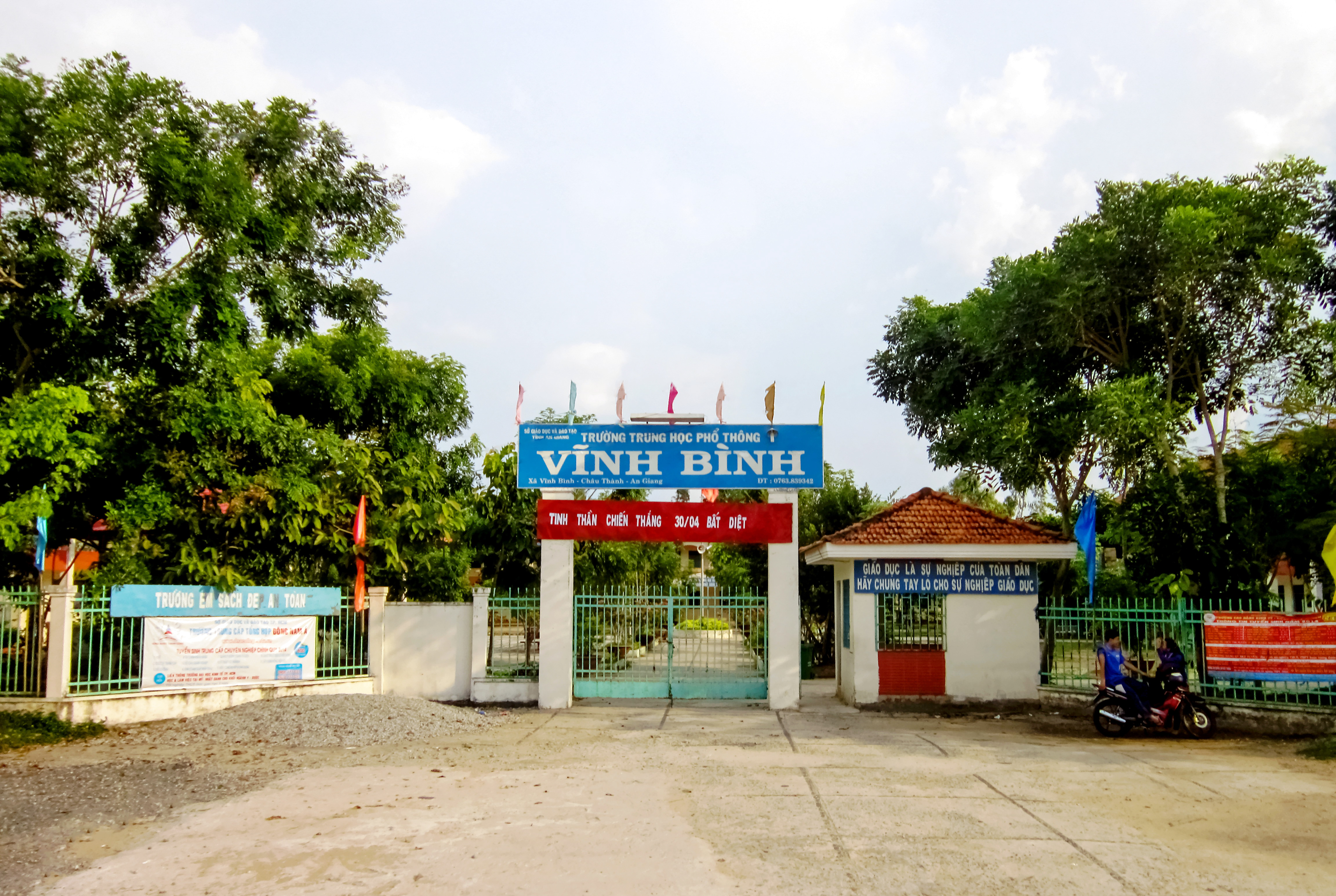
Trường Trung học phổ thông Vĩnh Bình